# جون كيلي (مذيع)
جون كيلي هو مذيع ‏ كندي، ولد في 1960 في أوتاوا في كندا.